# 최동호 (축구인)
최동호(1968년 8월 12일 ~ )는 대한민국의 전직 축구 선수이다. 현역 시절 포지션은 수비수였으며 1992년 11월 30일 열린 1993 K리그 드래프트에서 완산 푸마에 지명됐으나 이런저런 사정으로 프로리그 참가가 불투명해지자 1993년 5월 20일 현대 유니폼을 입었는데 그 당시 현대는 주전 수비수 정종선이 1993년 4월 10일 무릎부상을 입어 전반기 출전이 불투명해진 상태였고 본인(최동호) 외에도 주전 공격수 김현석이 1993년 4월 10일 무릎부상을 당해 전반기 출전이 불투명해지자 데뷔 첫 해인 1987년 9골을 기록했지만 고질적인 무릎부상 탓인지 그 이후 이렇다할 활약을 보이지 못한 채 여러 팀을 떠돌아다닌 장신(188CM) 공격수 김홍운을 본인(최동호)과 같은 날 영입했다.